# Hondo (Kumamoto)
Hondo (jap. 本渡市, Hondo-shi) war eine Stadt in der japanischen Präfektur Kumamoto.

## Geschichte
Hondo wurde am 1. April 1954 gegründet.
Im März 2006 entstand durch die Zusammenlegung von Hondo mit der Stadt Ushibuka und acht weiteren Gemeinden die Stadt Amakusa.